# Universidade do Barém

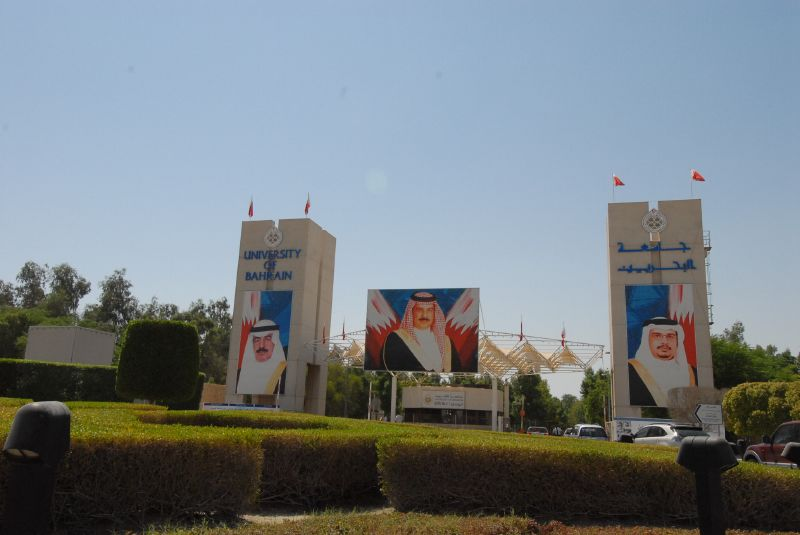
Entrada da Universidade

A Universidade do Barém é a maior universidade pública do Reino do Barém. É normalmente abreviado como UoB. É a única instituição de ensino superior nacional no Reino, que oferece principalmente graduação e bacharelado e alguns cursos de pós-graduação. Possuía um total de 127 098 estudantes, em 2012.

## História
A universidade foi fundada em 1986. Suas origens remontam ao final dos anos 1960, quando o Instituto Superior foi estabelecido. O  instituto mais tarde evoluiu para o Colégio Universitário de Artes, Ciências e Educação, de acordo com o Decreto Amiri.